# Campylomma
Campylomma is een geslacht van wantsen uit de familie blindwantsen. Het geslacht werd voor het eerst wetenschappelijk beschreven door Odo Reuter in 1878 .

## Soorten
Het genus bevat de volgende soorten:

- Campylomma acaciae Linnavuori, 1961
- Campylomma admittens (Linnavuori, 1975)
- Campylomma agalegae Miller, 1956
- Campylomma aitutaki Schuh, 1984
- Campylomma angustior Poppius, 1914
- Campylomma angustula Reuter, 1904
- Campylomma annulicorne (V. Signoret, 1865)
- Campylomma appendiculata Linnavuori, 1993
- Campylomma artemisiae (Lindberg, 1958)
- Campylomma aterrimum Yasunaga, 2001
- Campylomma atra Schuh, 1984
- Campylomma atripes (Linnavuori, 1986)
- Campylomma austrina Malipatil, 1992
- Campylomma bes Linnavuori, 1993
- Campylomma biak Schuh, 1984
- Campylomma boharti Carvalho, 1956
- Campylomma boninensis Carvalho, 1956
- Campylomma breviata Knight, 1938
- Campylomma breviceps Usinger, 1946
- Campylomma brunneicollis Usinger, 1946
- Campylomma buddlejae Duwal, Yasunaga, and Lee, 2010
- Campylomma carolinensis Carvalho, 1956
- Campylomma celata Wagner, 1969
- Campylomma chichijima Carvalho, 1956
- Campylomma chinensis Schuh, 1984
- Campylomma chitwanense Duwal, Yasunaga, and Lee, 2010
- Campylomma citrina Carvalho, 1968
- Campylomma citrinella Odhiambo, 1960
- Campylomma collina (Van Duzee, 1934)
- Campylomma cookensis Schuh, 1984
- Campylomma crassa (Linnavuori, 1975)
- Campylomma crotonicola (Linnavuori, 1975)
- Campylomma cuneolata Knight, 1938
- Campylomma discoidalis (Poppius, 1914)
- Campylomma diversicornis Reuter, 1878
- Campylomma elongata (Poppius, 1914)
- Campylomma eniwetok Schuh, 1984
- Campylomma eurycephalum Yasunaga, 2001
- Campylomma fallaciosa Linnavuori and Al-Safadi, 1993
- Campylomma flavipes Yasunaga, 2001
- Campylomma fusca Knight, 1938
- Campylomma fusciantennata Malipatil, 1992
- Campylomma fuscicornis (Reuter, 1899)
- Campylomma glauke Linnavuori, 1993
- Campylomma grandis Linnavuori, 1986
- Campylomma guadalcanalica Schuh, 1984
- Campylomma guineensis (Poppius, 1914)
- Campylomma hestia Linnavuori and van Harten, 2001
- Campylomma hilaris Linnavuori, 1975
- Campylomma hivaoae Knight, 1938
- Campylomma imitans Linnavuori, 1975
- Campylomma incerta Villiers, 1956
- Campylomma indigena Lindberg, 1958
- Campylomma insignita (Linnavuori, 1975)
- Campylomma insularis (Lindberg, 1958)
- Campylomma irianica Schuh, 1984
- Campylomma kalliope Linnavuori, 1989
- Campylomma khloe Linnavuori, 1993
- Campylomma khuzestanicum Linnavuori, 2010
- Campylomma kororensis Carvalho, 1956
- Campylomma kraussi Schuh, 1984
- Campylomma kununurraensis Malipatil, 1992
- Campylomma leptadeniae (Linnavuori, 1975)
- Campylomma leucochila (Reuter, 1905)
- Campylomma leyteana Schuh, 1984
- Campylomma liebknechti (Girault, 1934)
- Campylomma lindbergi Hoberlandt, 1953
- Campylomma livida Reuter, 1885
- Campylomma lividicornis Reuter, 1912
- Campylomma longirostris Knight, 1938
- Campylomma luzonica Schuh, 1984
- Campylomma maculipennis Linnavuori, 1993
- Campylomma malaysiana Schuh, 1984
- Campylomma marcida (Linnavuori, 1975)
- Campylomma marjorae Schuh, 1984
- Campylomma marmorosa Schuh, 1984
- Campylomma marquesana Knight, 1938
- Campylomma marshallensis Usinger, 1952
- Campylomma min Linnavuori, 1993
- Campylomma minuenda Knight, 1938
- Campylomma minuta (Linnavuori, 1975)
- Campylomma miyamotoi Yasunaga, 2001
- Campylomma montana Linnavuori, 1975
- Campylomma monticola Poppius, 1914
- Campylomma mundrica Linnavuori, 1975
- Campylomma nicolauensis (Lindberg, 1958)
- Campylomma nigra Schuh, 1984
- Campylomma nigrifemur Wagner, 1976
- Campylomma nigronasuta Reuter, 1878
- Campylomma nigronasutum Reuter, 1878
- Campylomma noumeae Schuh, 1984
- Campylomma novocaledonica Schuh, 1984
- Campylomma novohebridense Schuh, 1984
- Campylomma novoirlandense Schuh, 1984
- Campylomma obscura Wagner, 1974
- Campylomma odhiamboi Kerzhner and Schuh, 1995
- Campylomma odontospermi (Lindberg, 1958)
- Campylomma oertzenii Reuter, 1888
- Campylomma oreophila Linnavuori and Al-Safadi, 1993
- Campylomma pacificae Schuh, 1984
- Campylomma palauana Carvalho, 1956
- Campylomma palauensis Carvalho, 1956
- Campylomma pallida Usinger, 1946
- Campylomma pallidicornis Linnavuori, 1993
- Campylomma papuana Schuh, 1984
- Campylomma plantarum Lindberg, 1958
- Campylomma ponapensis Carvalho, 1956
- Campylomma pulicariae (Linnavuori, 1986)
- Campylomma rapae Schuh, 1984
- Campylomma raratongana Schuh, 1984
- Campylomma ribesi Goula, 1986
- Campylomma rivulorum Linnavuori and Al-Safadi, 1993
- Campylomma rorida (Linnavuori, 1975)
- Campylomma rubrotincta Knight, 1938
- Campylomma sandaracine Schuh, 1984
- Campylomma sclephracantha Schuh, 1984
- Campylomma selecta China, 1924
- Campylomma seminigricaput (Girault, 1934)
- Campylomma simillima Jakovlev, 1882
- Campylomma skylla Linnavuori, 1993
- Campylomma somalica Linnavuori, 1975
- Campylomma tahitica Knight, 1938
- Campylomma tibialis (Linnavuori, 1975)
- Campylomma tinctipennis Knight, 1938
- Campylomma townesi Schuh, 1984
- Campylomma tykhe Linnavuori, 1993
- Campylomma ulithiensis Carvalho, 1956
- Campylomma unicolor Poppius, 1914
- Campylomma velata (Linnavuori, 1975)
- Campylomma vendicarina Carapezza, 1991
- Campylomma verbasci (Meyer-Dur, 1843)
- Campylomma viridissima Linnavuori and Al-Safadi, 1993
- Campylomma viticis Lindberg, 1948
- Campylomma wakeana Schuh, 1984
- Campylomma yapensis Carvalho, 1956